# Bojary (Mazovie)
Pour les articles homonymes, voir Bojary.
Bojary [bɔˈjarɨ] est un village polonais de la gmina de Kosów Lacki dans le powiat de Sokołów et dans la voïvodie de Mazovie, au centre-est de la Pologne.
Il se situe au sud de la rivière Bug, à environ de 11 kilomètres au nord-ouest de Kosów Lacki, 33 kilomètres au nord de Sokołów Podlaski et à 90 kilomètres au nord-est de Varsovie.
Le village a une population d'environ 100 habitants.